# Starkriechender Trompetenpfifferling
Der Starkriechende Trompetenpfifferling, Wohlduftende Pfifferling, Gelbe Kraterelle oder Duftende Gabeling (Craterellus lutescens, Syn.: Cantharellus aurora) ist eine Pilzart aus der Familie der Stoppelpilzverwandten (Hydnaceae). Auffallend ist der ausgeprägte Geruch nach Mirabellen. Wegen der lebhaft orangegelben Stiele wird er auch Goldstieliger Leistling genannt. Exemplare ohne gelbes Pigment werden bisweilen als Varietät axanthus abgegrenzt.

## Merkmale

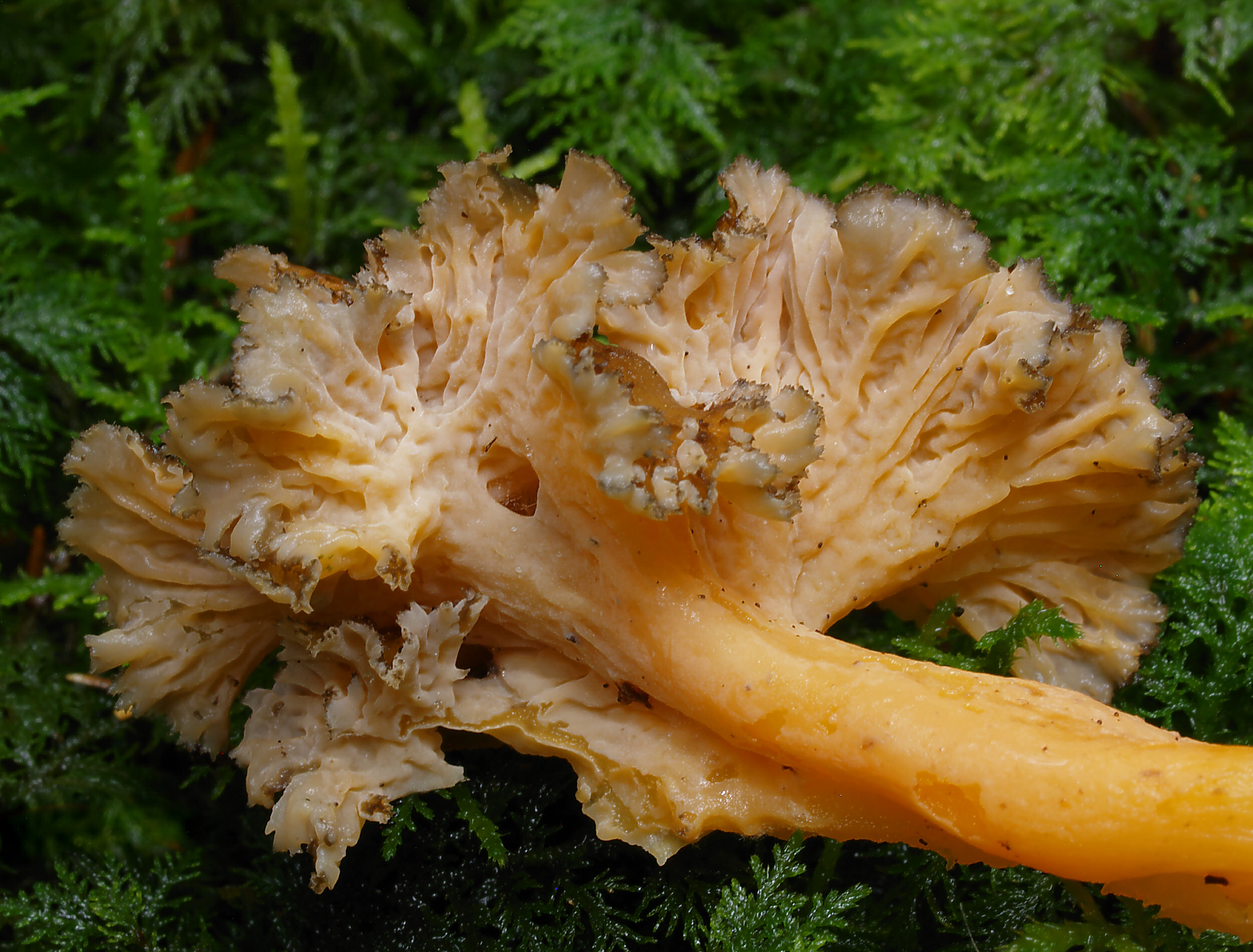
Das krause Hymenophor eines älteren Fruchtkörpers zeigt lediglich faltige Runzeln, aber keine ausgeprägten Leisten.

Der Starkriechende Trompetenpfifferling hat einen 2–6 (10) Zentimeter breiten Hut, der zuerst konvex, später genabelt, im höheren Alter tief trichterförmig und durchbohrt ist. Der Rand des Hutes ist kraus gelappt, die jung mit schuppigen Flocken bedeckte, im Alter kahle Hutoberfläche ist braun bis grauschwärzlich. Der hohle Stiel ist oft breitgedrückt, rinnig und gelb bis orangegelb (Volksname: „Goldfüßchen“). Die rosaweißliche Hutunterseite ist bei jungen Exemplaren fast glatt, sie wird mit zunehmendem Alter runzelig und ist dann mit flachen Adern oder gegabelten Längsfalten bedeckt.

## Ökologie

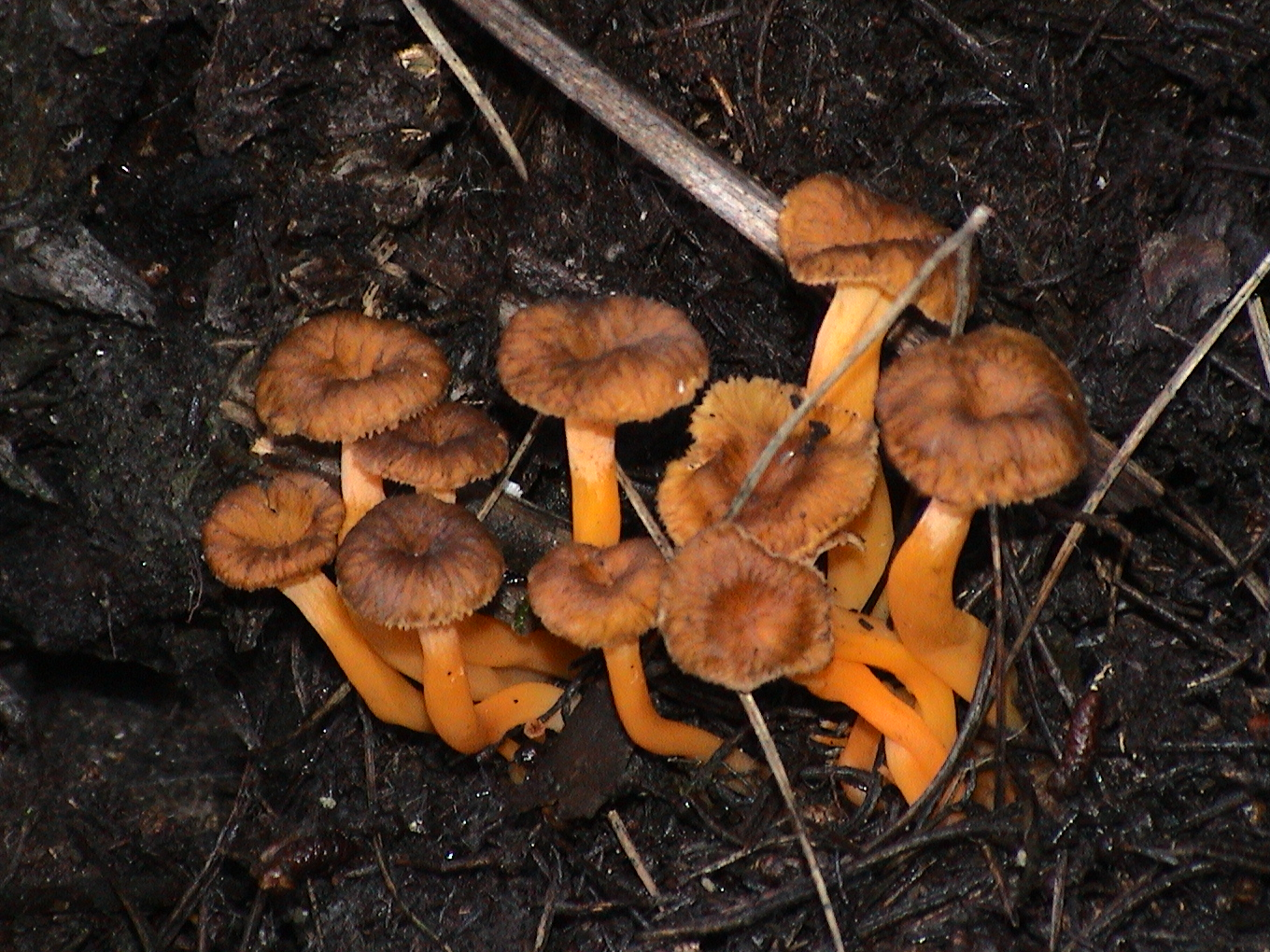
Wie der Trompetenpfifferling wächst auch der Starkriechende T. (Craterellus lutescens) gerne büschelig bis rasig.

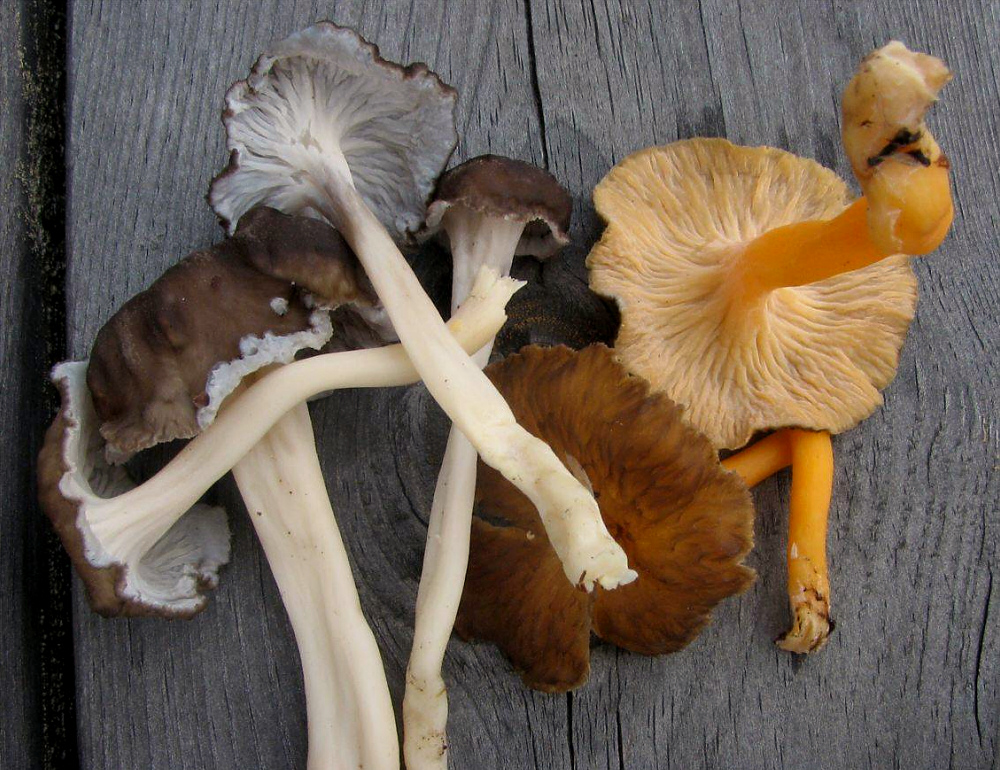
Laune der Natur: Die Varietät axanthus ohne gelbes Pigment und rechts daneben normal gefärbte Fruchtkörper

Krieglsteiner vermutet für diese Art zwei (bis drei) ökologische Rassen: Eine Rasse kommt in lichten, bodenfrischen, basenreichen Buchen-, Tannen-, Kiefern- oder Fichtenwäldern vor, er kommt dabei bis an die Waldränder und an den Rand von Trockenrasengesellschaften vor. Die andere Rasse wächst demgegenüber auf extrem sauren Böden zwischen oder auf Moosen. Daneben kann der Pilz auch auf schwach basischen Böden in Fichten-Tannen- und Fichtenwäldern vorkommen. Der Autor äußert die Vermutung, dass es sich bei dieser Art um einen fakultativen Symbionten der Gemeinen Fichte handelt, die auch saprob auf Boden und Moos leben kann.

## Verbreitung
Der Starkriechende Trompetenpfifferling wird in Europa und Nordamerika gefunden. In Deutschland ist die Art außerhalb von Naturschutzgebieten (Moore) im Rückgang begriffen, offenbar wird sie als stark gegen Stickstoffverbindungen empfindliche Art durch Luftschadstoffe besonders stark getroffen.

## Taxonomie
Das Epitheton lutescens wurde in der Vergangenheit auch für eine Varietät des Trompetenpfifferlings verwendet. Allerdings wurde der Name inzwischen für den Starkriechenden Trompetenpfifferling konserviert.

## Pharmakologie
Ein Extrakt des Starkriechenden Trompetenpfifferlings zeigt im Laborexperiment eine hemmende Wirkung gegenüber Thrombin.